# ハロルド・ハーヴェイ (画家)
ハロルド・ハーヴェイ（Harold Charles Francis Harvey、1874年5月20日 - 1941年5月19日）は、イギリスの画家である。イングランドのコーンウォールの漁村ニューリンに集まった画家たち「ニューリン派」の画家の一人で、漁師の生活を描いた作品で知られている。

## 略歴
コーンウォールのペンザンスで銀行の事務員の息子に生まれた。1894年から1896年の間、パリで美術を学び、アカデミー・ジュリアンでノーマン・ガースティン（Norman Garstin: 1847-1926）に学び、1896年にはアカデミー・ドレクリューズやアカデミー・コラロッシでも学んだ。
1911年まではペンザンスで暮らし、1911年にガートルード・ボーディナー（Gertrude Bodinnar: 1879–1966) と結婚した。ガートルードはハーヴェイの絵のモデルをしてもらって知り合い、後に画家になった。結婚後は多くの画家が活動していたニューリンに住んだ。ローラ・ナイト（Laura Knight）やハロルド・ナイト（Harold Knight）やアニー・ウォーク（Annie Walke）、バーナード・ウォーク（Bernard Walke）といったアーティストと友人になった。
1909年から1913年まで、コンウィに本部があるウェールズの美術家グループのロイヤル・カンブリアン・アカデミー・オブ・アート（Royal Cambrian Academy of Art）の準会員であり、1910年にはサウス・ウェールズ・アート・ソサエティ（South Wales Art Society）の会員になった。1910年頃から1930年代初めまで、ニューリン芸術家協会の会員であった。

## 作品

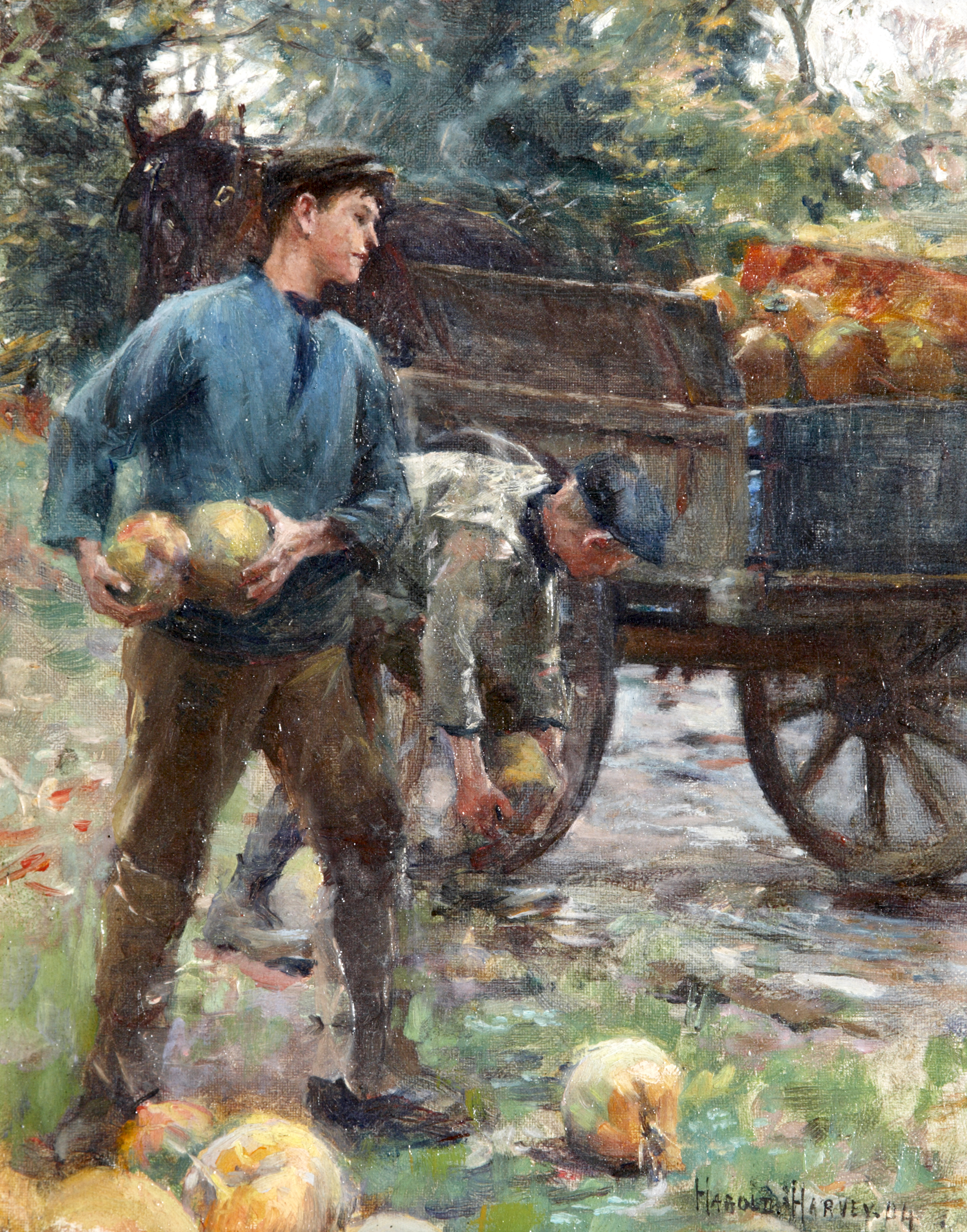
野菜の積み込み
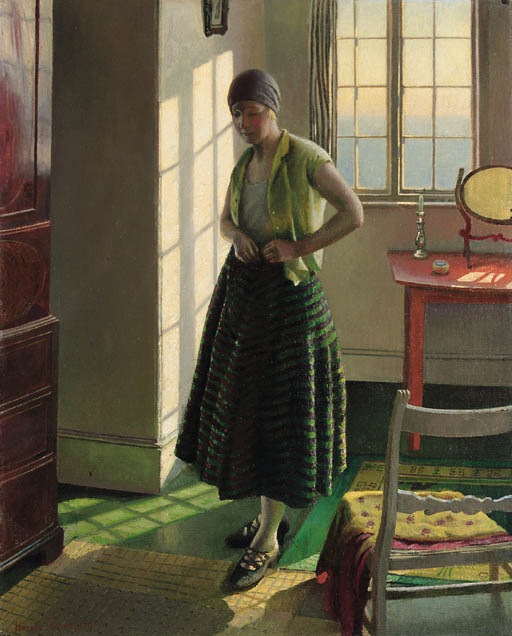
室内の妻ガートルード(1929)
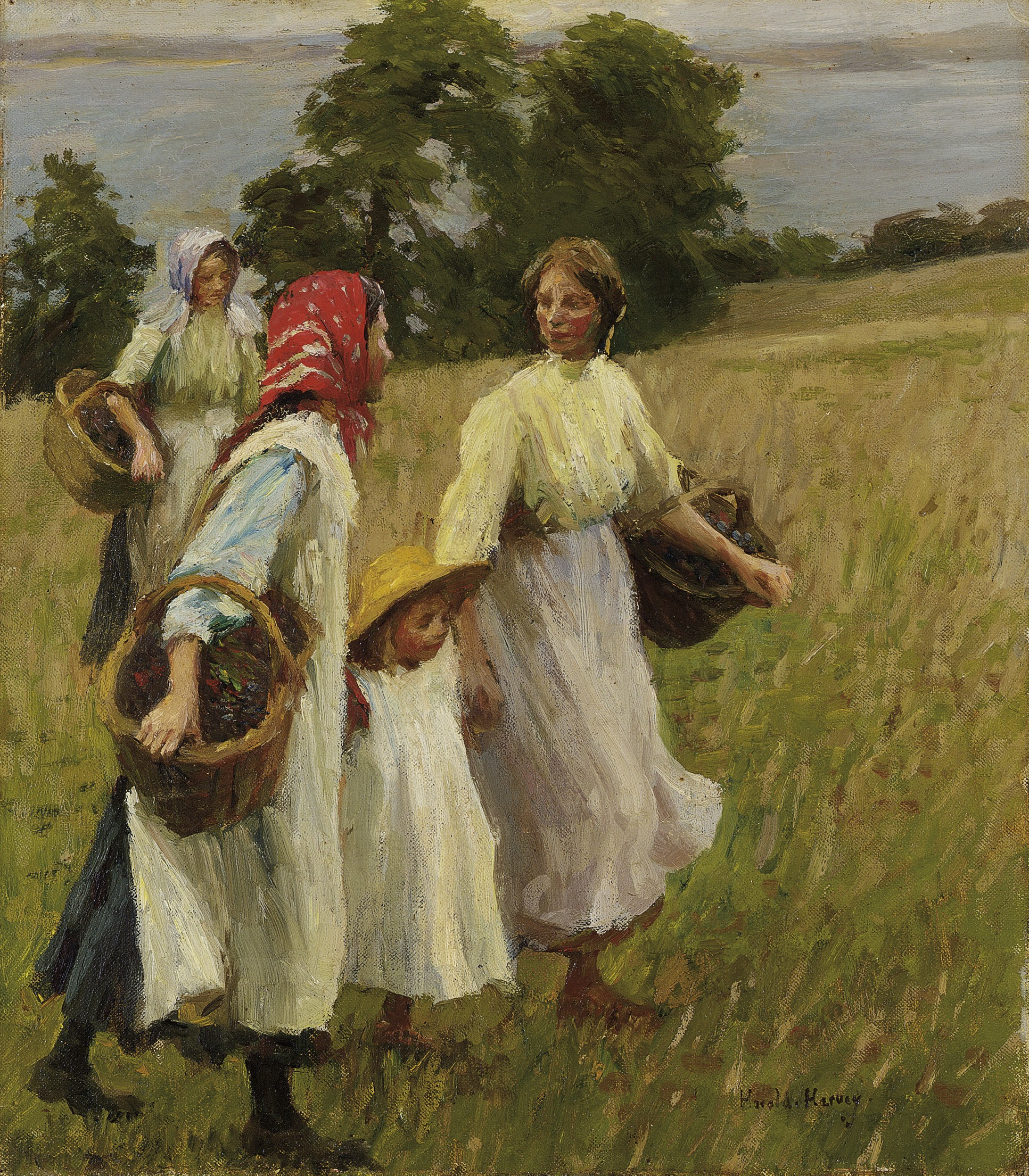
ブラックベリー摘み
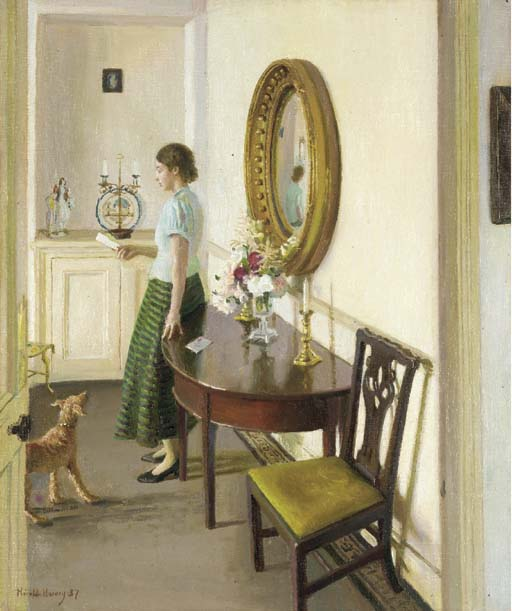
手紙 (1937)